# Brutální Nikita
Brutální Nikita je francouzsko-italský akční film z roku 1990, scenáristy a režiséra Luca Bessona.

## Zápletka
Nikita Taylor (Anne Parillaud) je náctiletá delikventka závislá na heroinu, která se účastní loupeže v lékárně rodičů jednoho z bandy. Loupež se ale zvrtne v přestřelku s místní policií, při které jsou všichni mužští členové její bandy zabiti a ona jediná přežije. V mukách abstinenčních příznaků Nikita zastřelí policistu. Nikita je zadržena, vyslýchána a odsouzena za trojnásobnou vraždu policisty na doživotí. Z vězení se může dostat jen žádostí o odpuštění trestu po 30 letech.
Ve vězení ji zdrogovanou prohlásí za mrtvou, poté ji probudí ve zcela prázdné místnosti. Elegantně oblečený muž (Tchéky Karyo) vstoupí do místnosti a vysvětlí jí, že je oficiálně mrtvá a pohřbená po předávkování drogami. Nyní je držena v sídle francouzské tajné služby DGSE. Dostane na výběr: buď bude pracovat pro DGSE jako nájemná vražedkyně, nebo ji čeká smrt. Po několikerém odporu si vybere první variantu a stane se talentovanou nájemnou vražedkyní. Jedna z jejích trenérek, Amande (Jeanne Moreau), ji přemění z nevýrazné ženy na femme fatale.
Její první úkol je zabít diplomata v luxusní restauraci a utéct zpět do centrály. V této akci uspěla a začala žít obyčejný život v Paříži jako spící agentka. V supermarketu se seznámí se svým přítelem (Jean-Hugues Anglade), který netuší, jaké má opravdové povolání, nicméně on sám po čase její situaci odhalí i plně pochopí.
Její zabijácká kariéra se slibně rozvíjí do té doby, než se zvrtne loupež dokumentů na jedné ambasádě, při které potřebuje pomoc „Victora Čističe“ (Jean Reno) při zničení všech důkazů a odklizení mrtvých těl. Victor je při akci těžce zraněn a během cesty zpět zemře. Nikita opustí tajnou službu, Paříž a i svého přítele. Snímek má otevřený konec, kdy není řečeno, co se s ní stane dál.

## Remake
V roce 1993 natočil Warner Bros. filmový remake Brutální Nikity v angličtině pod názvem Zabiják (The Assassin), režie John Badham a v hlavní roli Bridget Fonda. Zabiják byl též inspirován Hongkongským akčním filmem z roku 1991 Černá kočka.
Na motivy Bessonova filmu byl v letech 1997–2001 natočen kanadský seriál Brutální Nikita a v letech 2010–2013 jeho reboot – americký seriál Nikita.